# Odèon d'Agripa

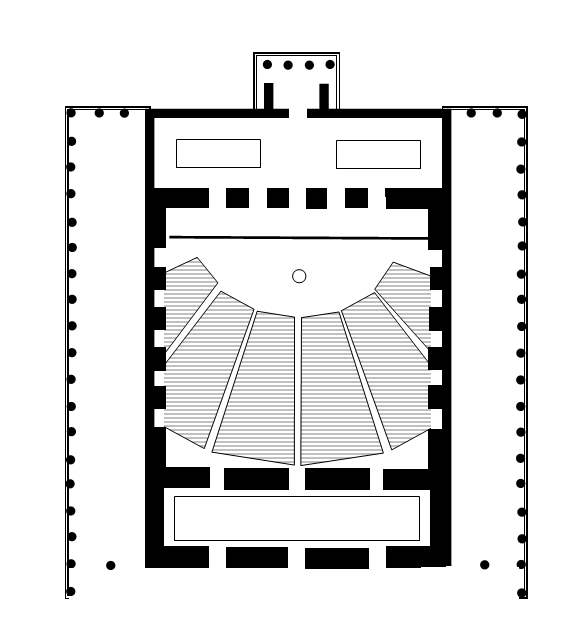
Planta esquemàtica de l'Odèon d'Agripa en la seva primera fase.

L'Odèon d'Agripa era un odèon que es trobava al centre de l'àgora d'Atenes. Sol datar-se'n la construcció entre el 16-14 aC i el 21-12 aC. La construcció la va ordenar Marc Vipsani Agripa, general romà, gendre d'August com a regal a la ciutat d'Atenes. Els atenencs, en agraïment, van dedicar a Agripa un monument erigit a l'entrada del Propileu de l'Acròpoli.
L'edifici ocupava part de l'antiga plaça, al lloc on al segle iv aC i segle vi aC es trobava l'Orchestra, que estava en desús des de la construcció del Teatre de Dionís.
Tenia una planta rectangular (51,40 m x 43,20 m) i estava compost d'una gran sala de dues plantes, una càvea amb aforament de fins a 1.000 espectadors, dividida en dos sectors de forma circular en l'espai rectangular de la sala. A més a més, tenia un escenari realçat, amb una escena decorada amb estàtues del déu Hermes, de marbre pintat.

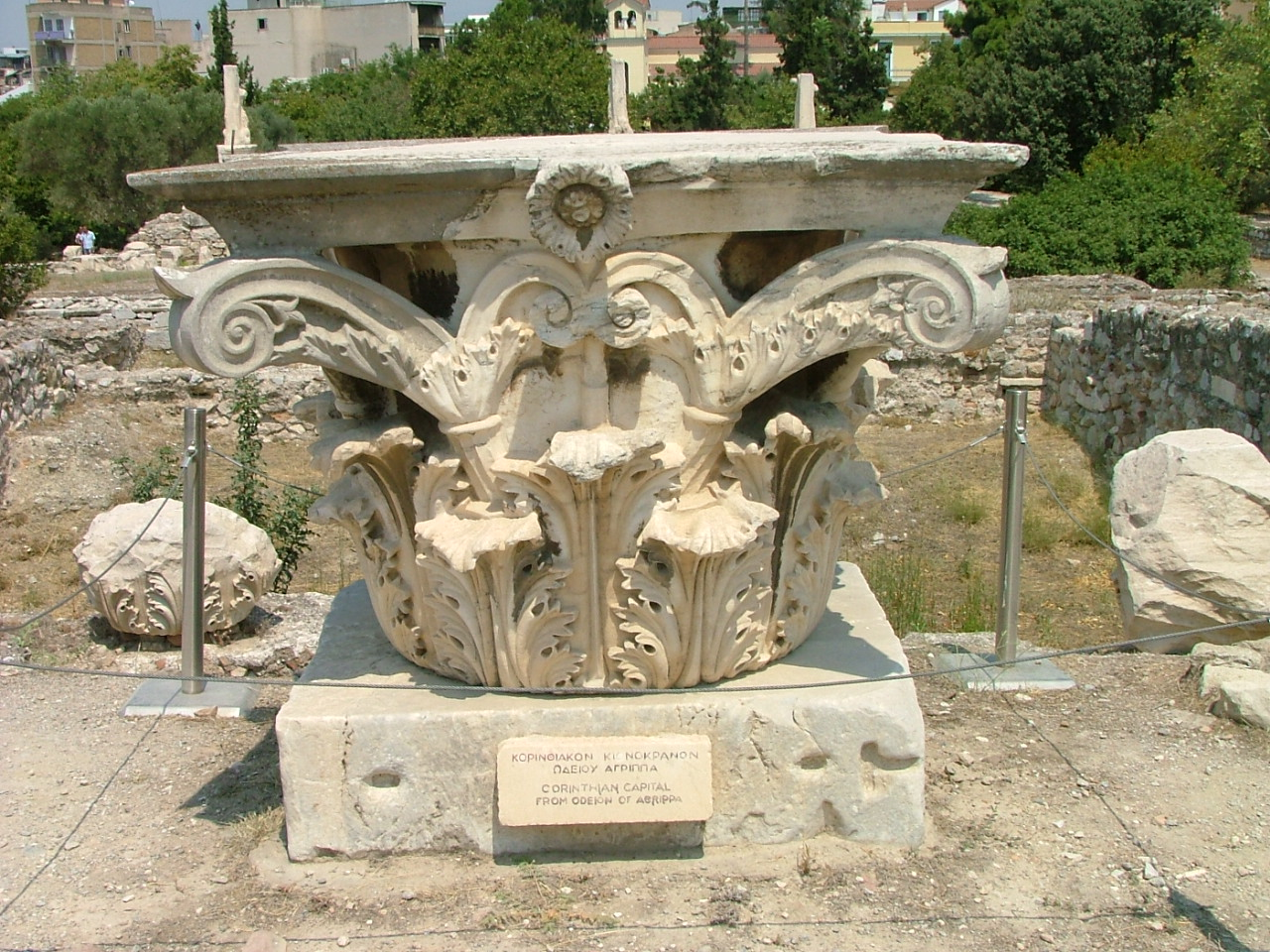
Capitell corinti pde l'Odèon.

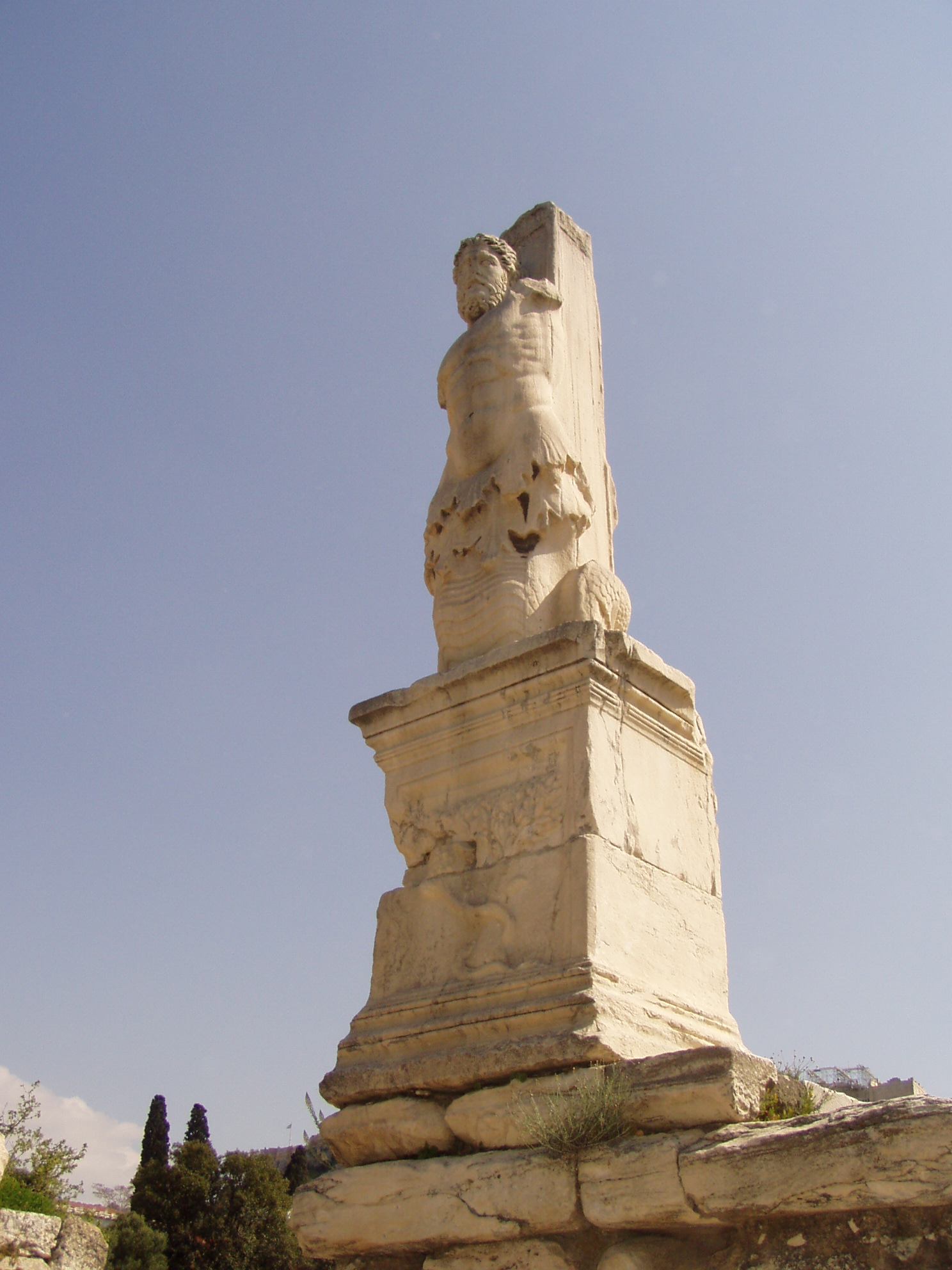
Estàtua d'un gegant a l'entrada de l'Odèon.

L'orquestra, ço és, l'espai per al cor, estava pavimentada amb marbres de colors, i l'escenari estava decorat amb escultures.
La il·luminació la rebia a través d'una obertura practicada a la part alta de les parets, i d'una doble columnata amb sis grans columnes corínties, oberta a la part posterior.
Tenia dues entrades: pel nord s'hi arribava directament a l'orquestra -segurament aquesta entrada era un accés per als actors-, mentre que pel sud, on el complex arquitectònic estava en estreta relació amb la terrassa ja existent a la stoà central, l'entrada era monumental, amb dues fileres de columnes corínties. Pausànies va veure davant de l'entrada meridional diverses estàtues dels reis egipcis.
L'exterior estava circumdat en tres dels seus costats per un criptopòrtic subterrani, que feia de suport a pòrtics decorats amb pilastres corínties. La decoració de la façana del costat nord es recolzava en pilastres, on hi havia estàtues de gegants i de tritons i torsos derivats de les escultures dels frontons del Partenó.
Pels volts del segle ii es va reduir la càvea a 500 espectadors a causa de l'enfonsament del sostre de 25 m, i s'hi va introduir un mur transversal per sostenir-lo. La façana septentrional es va transformar en un pòrtic obert i l'edifici es va destinar a sala de conferències.
El nou edifici, durant la invasió dels hèruls, l'any 267 va quedar destruït. Al lloc on hi havia l'odèon s'hi va construir un edifici romà d'Orient al segle v, amb habitacions, patis, peristils i termes, diversament interpretat com a gimnàs o com a seu d'una escola, o bé com el palau del governador romà d'Orient. El complex va reutilitzar els telamons de l'edifici antic per monumentalitzar l'entrada.
La funció principal en el moment de la caiguda del sostre devia ser la de sala de lectura pública, mentre que les representacions musicals es durien a terme a l'odèon d'Herodes Àtic.